# In absentia
In absentia è una locuzione latina, derivata dall'ablativo di "absentia", per dire "in assenza" ed è usata soprattutto per questioni che riguardano la legge, il governo o tecniche (come le normative).

## Esempi di utilizzo
- Processo in absentia, detto anche Procedimento in contumacia;
- Matrimonio in absentia, detto anche Matrimonio per procura;
- Dichiarazione di decesso in absentia, detto anche dichiarazione di Morte presunta;
- Beneficio ecclesiastico in absentia, detto anche Sinecura, o senza assumere neanche i relativi oneri spirituali, In commendam;
- L'esercizio di una carica in absentia, ossia il suo esercizio, oppure il suo proseguimento oltre la scadenza prevista, causa una mancata nomina;
- Nomina in absentia, con particolare riguardo per le posizioni in cui è prevista la presenza dell'interessato (es. Investitura);
- Onorificenza in absentia, con particolare riguardo per i riconoscimenti post mortem, oppure verso beneficiari incarcerati o gravemente infermi.

Un esempio di esercizio in absentia è il caso di Gneo Pompeo Magno che, attorno al 55 .a.C. continuò a governare la Spagna dopo l'anno consolare.
Un esempio di nomina in absentia è il caso di Ippolito d'Este che nel 1493 fu promosso a cardinale.
Un esempio di beneficio in absentia è il caso di Leonardo Marchese che, a metà del 1400, incassò per un settennio le rendite derivanti dalla prebenda canonicale.